# Allips concolor
Allips concolor är en fiskart som beskrevs av Mccosker 1972. Allips concolor ingår i släktet Allips och familjen Ophichthidae. Inga underarter finns listade i Catalogue of Life.